# Southern Steel
Southern Steel è il terzo album in studio del gruppo musicale statunitense Steve Morse Band, pubblicato nel 1991 dalla MCA Records.

## Tracce
Musiche di Steve Morse.
1. Cut to the Chase – 3:53
2. Simple Simon – 3:49
3. Vista grande – 5:04
4. Sleaze Factor – 3:39
5. Battle Lines – 4:07
6. Southern Steel – 3:56
7. Wolf Song – 3:22
8. Weekend Overdrive – 4:06
9. Arena Rock – 4:01
10. Point Counterpoint – 2:12

## Formazione
- Steve Morse – chitarra
- Dave LaRue – basso
- Van Romaine – batteria